# Татауїн (вілаєт)
Татауїн (араб. ولاية تطاوين‎‎) — вілаєт Тунісу. Адміністративний центр — м. Татауїн. Площа — 38 889 км². Населення — 144 200 осіб (2007).

## Географічне положення
Розташований на півдні країни. Найбільший за площею вілаєт. На північному заході межує з вілаєтом Кебілі, на північному сході — з вілаєтом Меденін, на сході — з Лівією, на заході — з Алжиром.

## Населені пункти
- Татауїн
- Беер-ель-Ахмар
- Зехіба
- Гомрассен
- Ремада
- Бордж-ель-Хадра

| Туніс | Це незавершена стаття з географії Тунісу. Ви можете допомогти проєкту, виправивши або дописавши її. |